# اس‌اس ایرما (۱۹۰۵)
اس‌اس ایرما (۱۹۰۵) (به انگلیسی: SS Irma (1905)) یک کشتی است که طول آن ۲۴۴ فوت (۷۴٫۳۷ متر) می‌باشد. این کشتی در سال ۱۹۰۵ ساخته شد.